# Oratorium San Crescentino (Morra)
Das Oratorio di San Crescentino ist ein dem hl. Crescentinus geweihtes Oratorium außerhalb des Ortes Morra in Umbrien (Italien). Es ist ein schlichter Sandsteinbau mit Giebeldach und Glockengiebel, dessen Fassade Ecklisenen und Gesimse aus pietra serena gliedern. Wie eine Inschrift links des Eingangs angibt, wurde das Oratorium von der Bruderschaft des hl. Crescentinus erbaut, einer karitativen Vereinigung von Laien, die vermutlich um 1264 entstanden war und sich in Morra bis heute gehalten hat. Man nimmt an, dass dieser Ort schon davor der Verehrung dieses Heiligen gedient hatte.

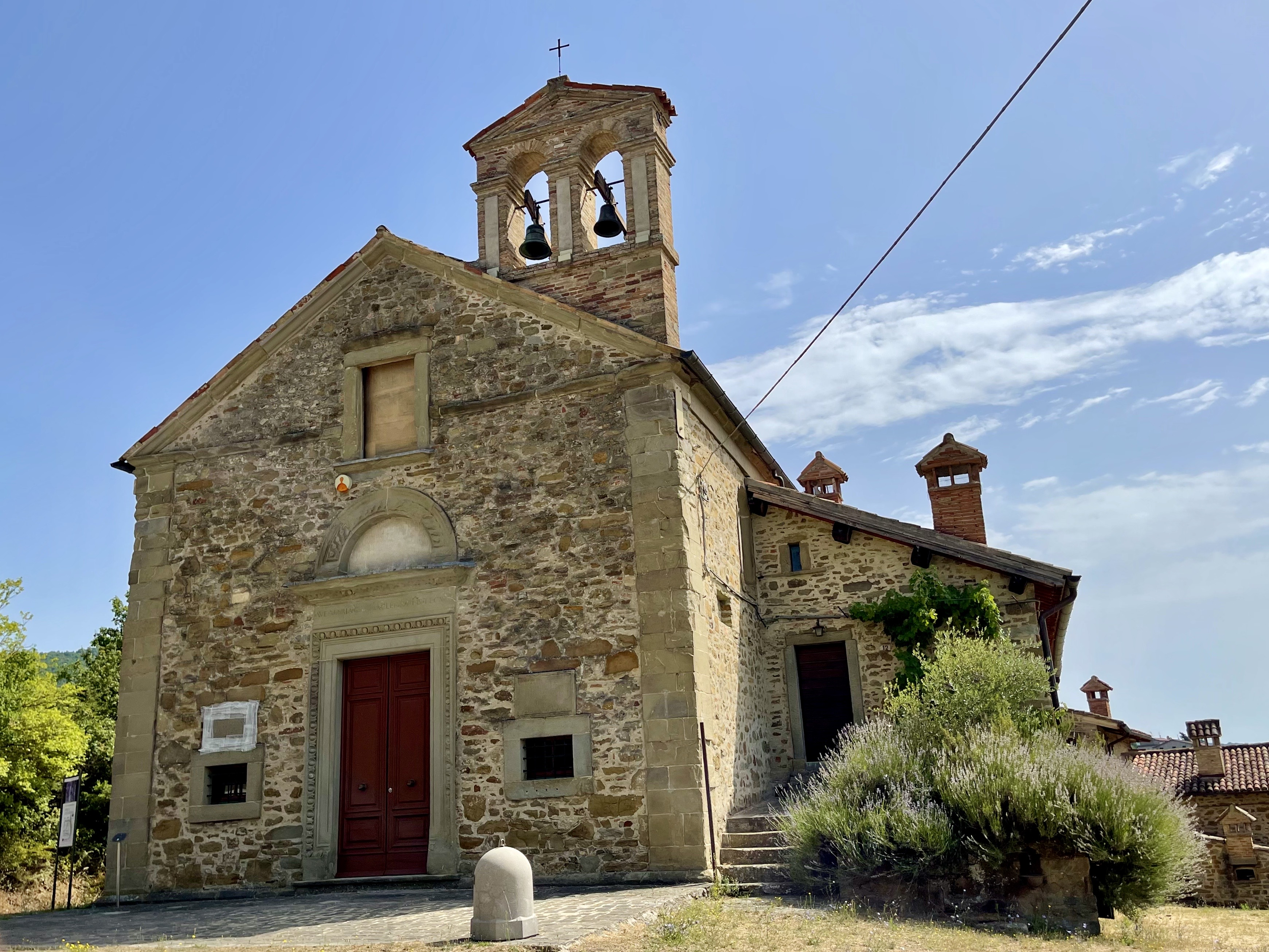
Oratorium von San Crescentino in Morra

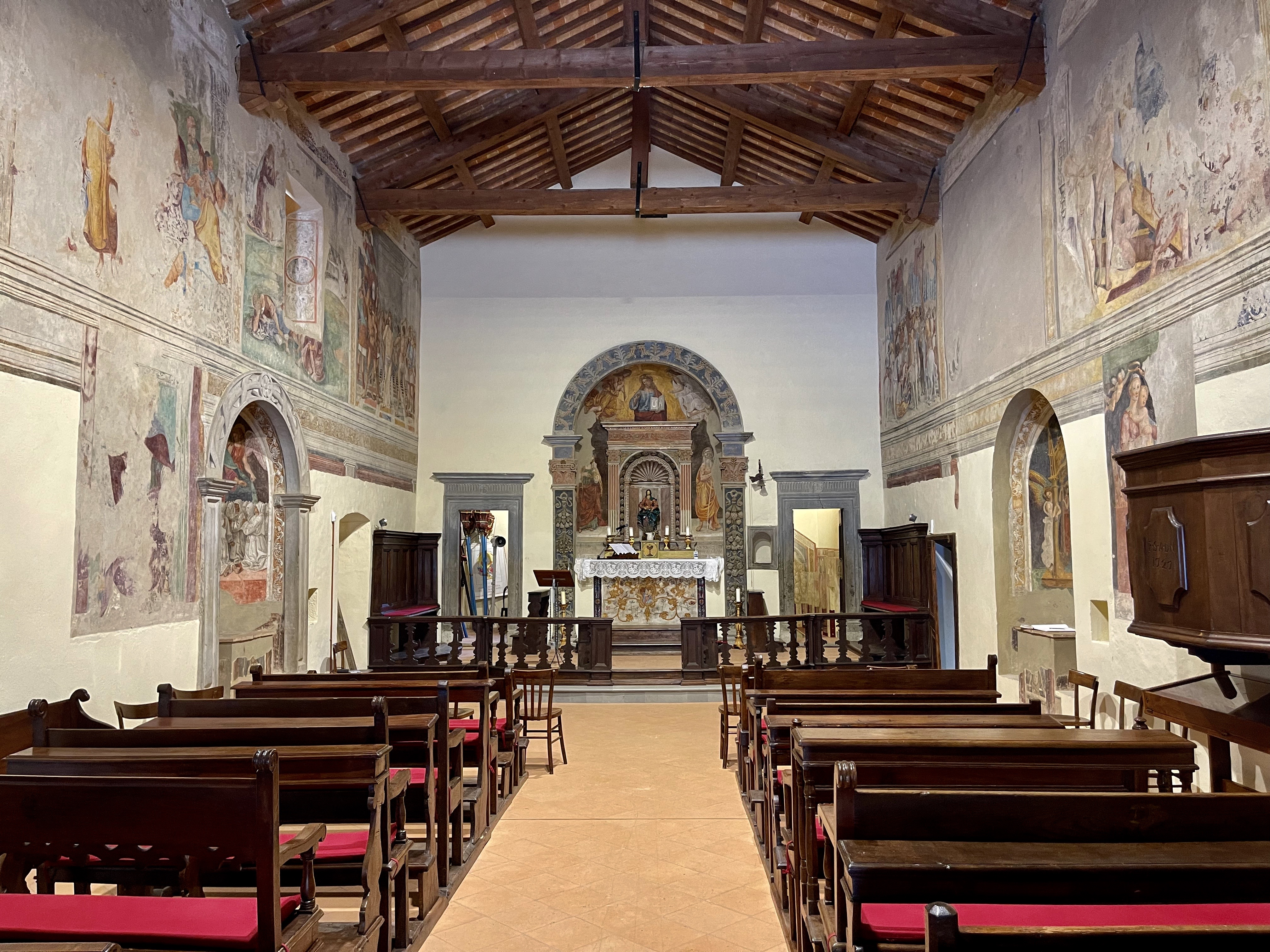
Oratorium San Crescentino in Morra, Innenraum, 1507

## Inschrifttafeln und Geschichte
Die Kirche war (laut der linken Inschrift-Tafel) der Jungfrau Maria und dem hl. Crescentinus geweiht. Außerdem erfährt dort man einige Namen der Brüder, die 1420 an der Errichtung des offensichtlich sehr kleinen Oratoriums (piccillo oratorio) beteiligt waren.
Symmetrisch dazu befindet sich auf der rechten Seite des Portals ein zweites Epigraph, das in ähnlicher Form von der Erneuerung des Sanktuariums 1507 berichtet:

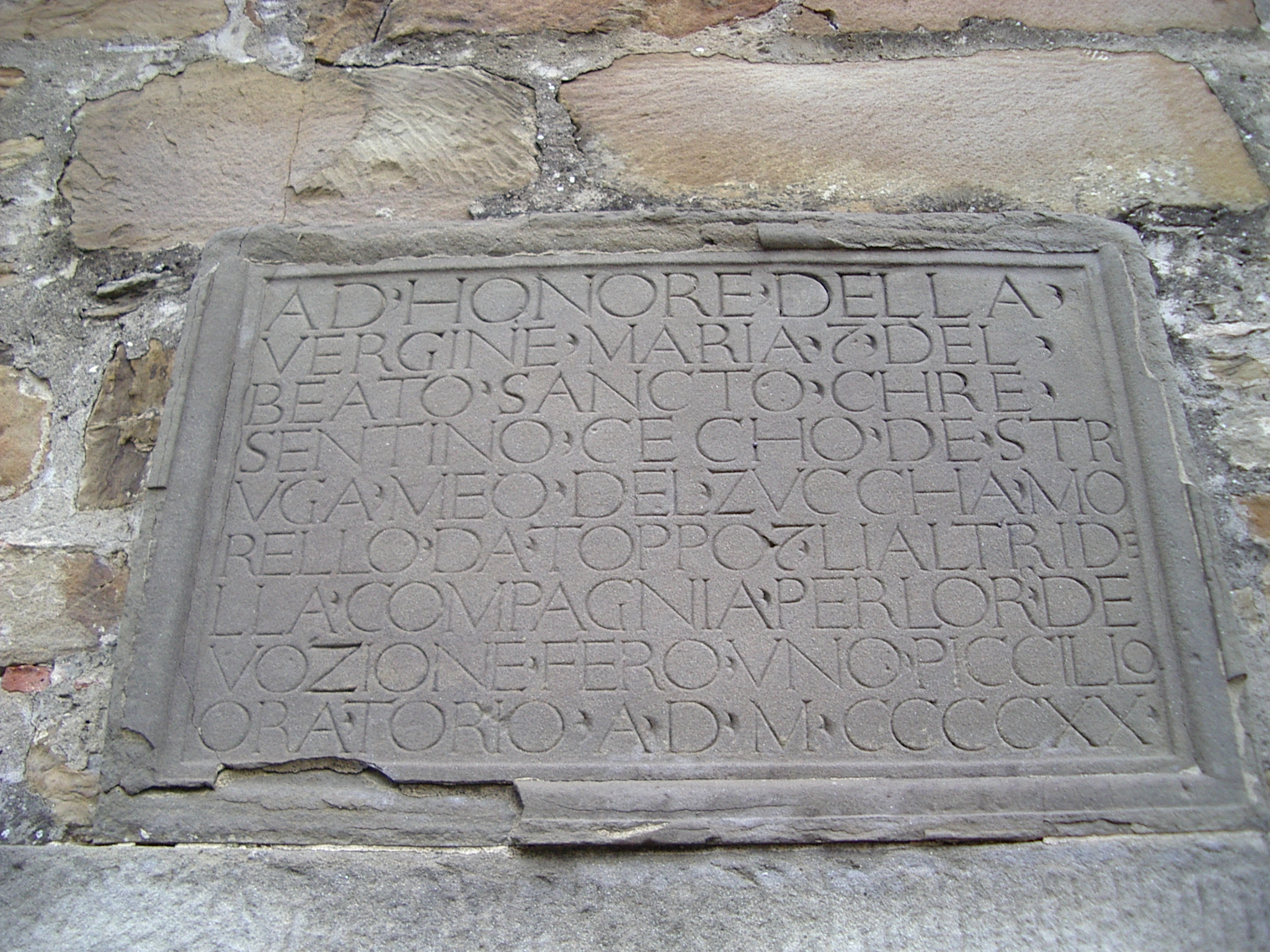
Inschrift zum Umbau des Oratoriums 1420

| AD . HONORE . DELLA VERGINE . MARIA . ET . DEL BEATO . SANCTO . CHRE . SENTINO . CECHO . DE . STR VGA . MEO . DEL . ZVCCHA . MO RELLO . DA . TOPPO . ET . LI . ALTRI . D LLA . COMPAGNIA . PERLORO . DE VOZIONE . FERO . VNO . PICCILLO ORA . TORIO . A . D . M . CCCCXX | AD . OHONORE . DE . LA .VERGINE GLORIOSA . MARIA . ET . DEL . BEATO . SA NCTO . CHRE . SENTINO . AGNALO DE . STRVGA . IACOMO . DAONIALO SEMONE . DANVOVOE . AVGVSTINO DI . BINDO . XPOOFONO . DI . GVIDO E . GVIDO . DA . TOPPO . ET . LI . ATRI . DELLA DEVOTA . COMPAGNIA . QUESTO . O RA . TORIO . RE . DIFICORONO . PER . LORO DE . VOZIO . NE . A . D . MCCCCC . VII |

Auch die Inschrift über der Lünette des Portals, AVE MARIA DOMINUS TECUM, weist nochmals auf das Patrozinium der Gottesmutter hin.

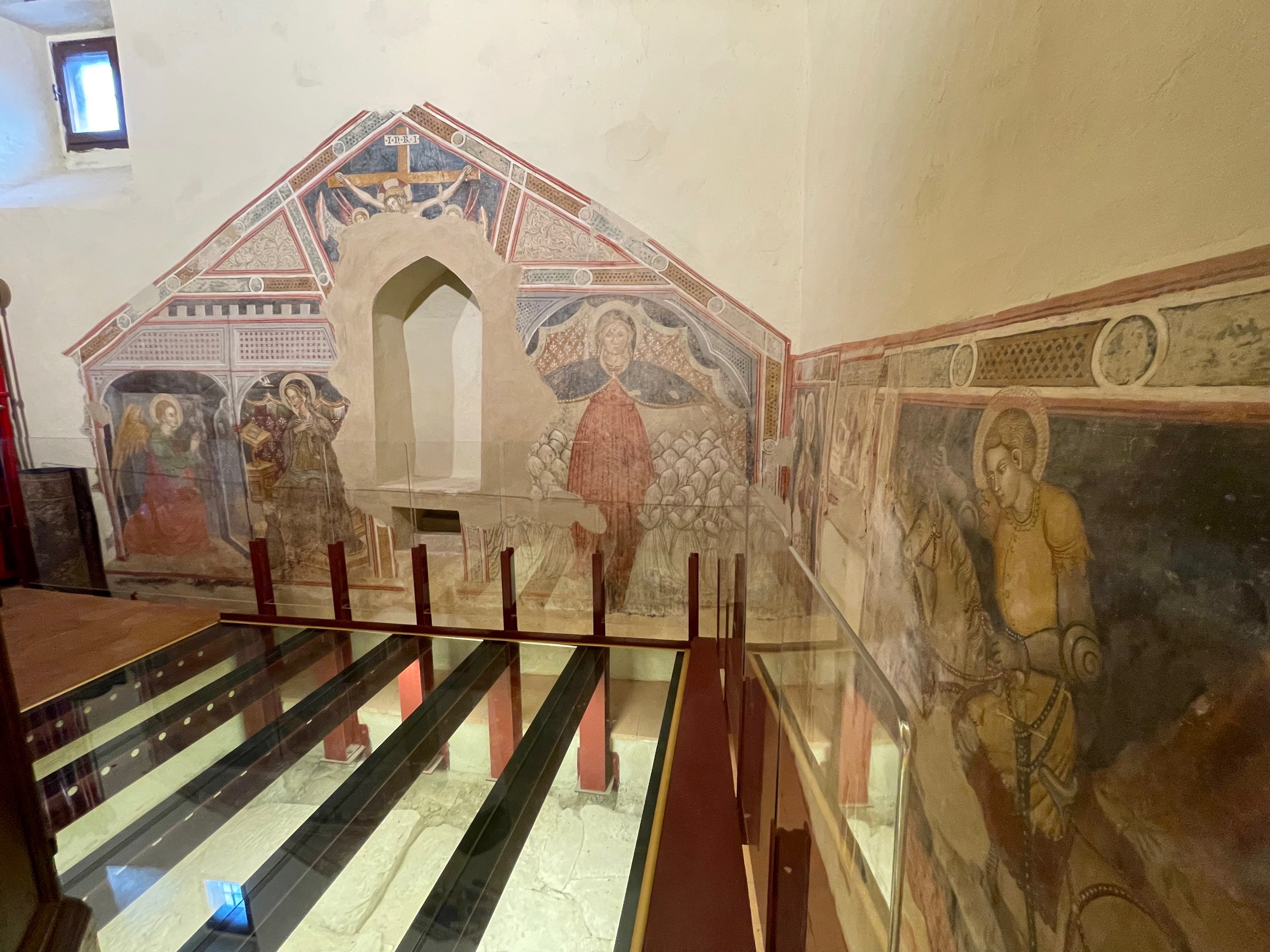
Altes Oratorium, nun Sakristei, mit freigelegtem Fußboden

Den beiden Inschriftentafeln kann man entnehmen, dass das alte bescheidene Oratorium 1507 ein größeres und höheres Kirchenschiff bekam. Für dessen Freskierung gewann die Bruderschaft den gerade damals sehr gefragten Maler Luca Signorelli aus Cortona. In der zweiten Hälfte des 16. Jahrhunderts erweiterte sie die Kirche erneut, indem sie deren schlichte Fassade 4 m weiter nach Westen versetzte. Der angebaute Bereich verblieb innen bis heute ohne Dekoration. 1661 fügte man bei einem weiteren Umbau auf der Nordseite noch ein Fenster ein, um mehr Licht zu gewinnen, wodurch man allerdings Teile des Freskos Christus am Ölberg zerstörte. Um den Gläubigen eine damals sehr verehrte Madonnenstatue auf dem Hauptaltar (1972 gestohlen und durch eine Kopie ersetzt) von außen sichtbar zu machen, ließ man zudem in der Fassade zwei entsprechende Fensteröffnungen ein. Gleichzeitig kamen das Portal sowie das Fenster oberhalb und eine Vorhalle hinzu, die man 1935 wieder entfernte.

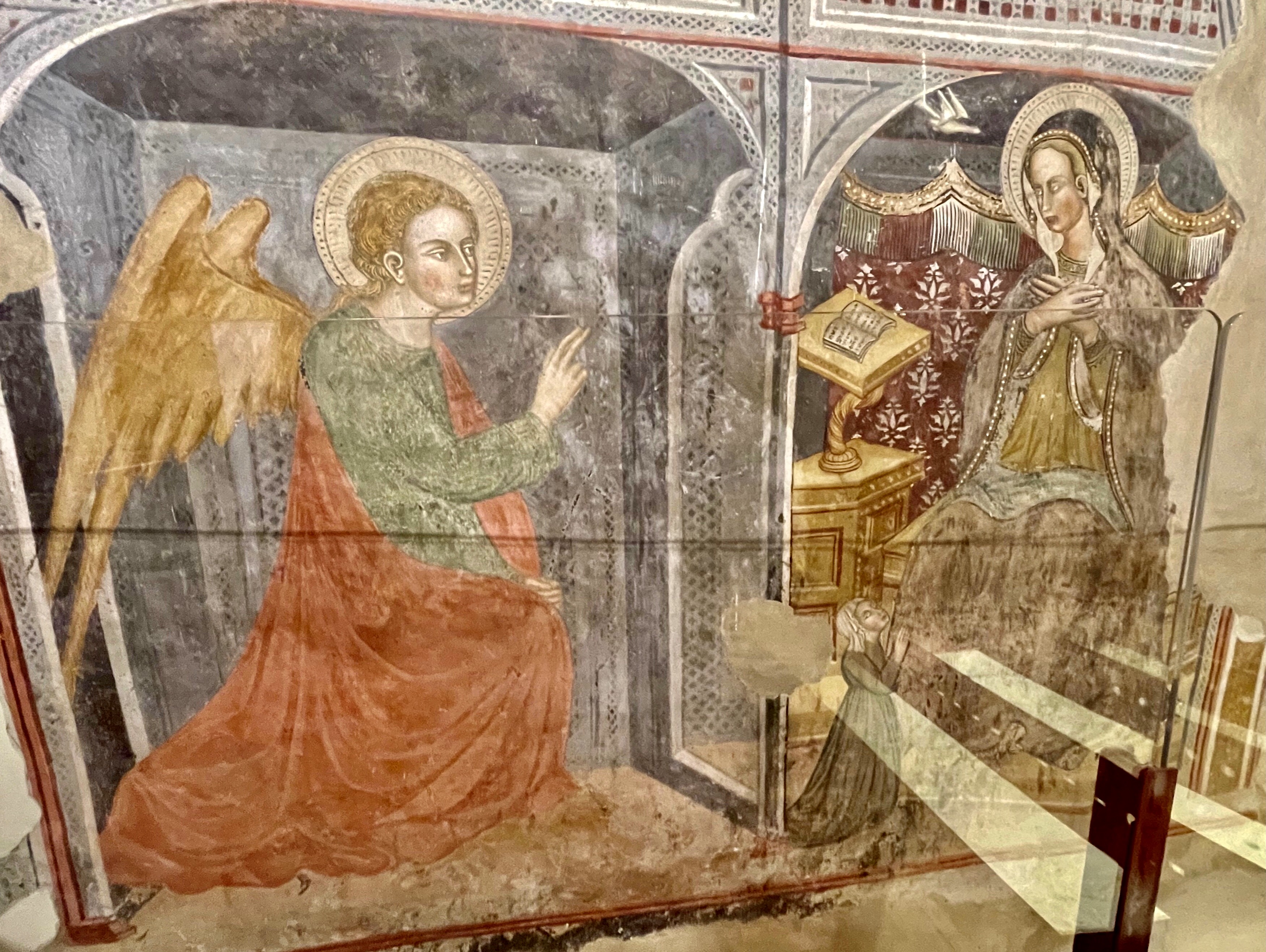
Verkündigung mit Stifterin, um 1436

## Ehemalige Sakristei

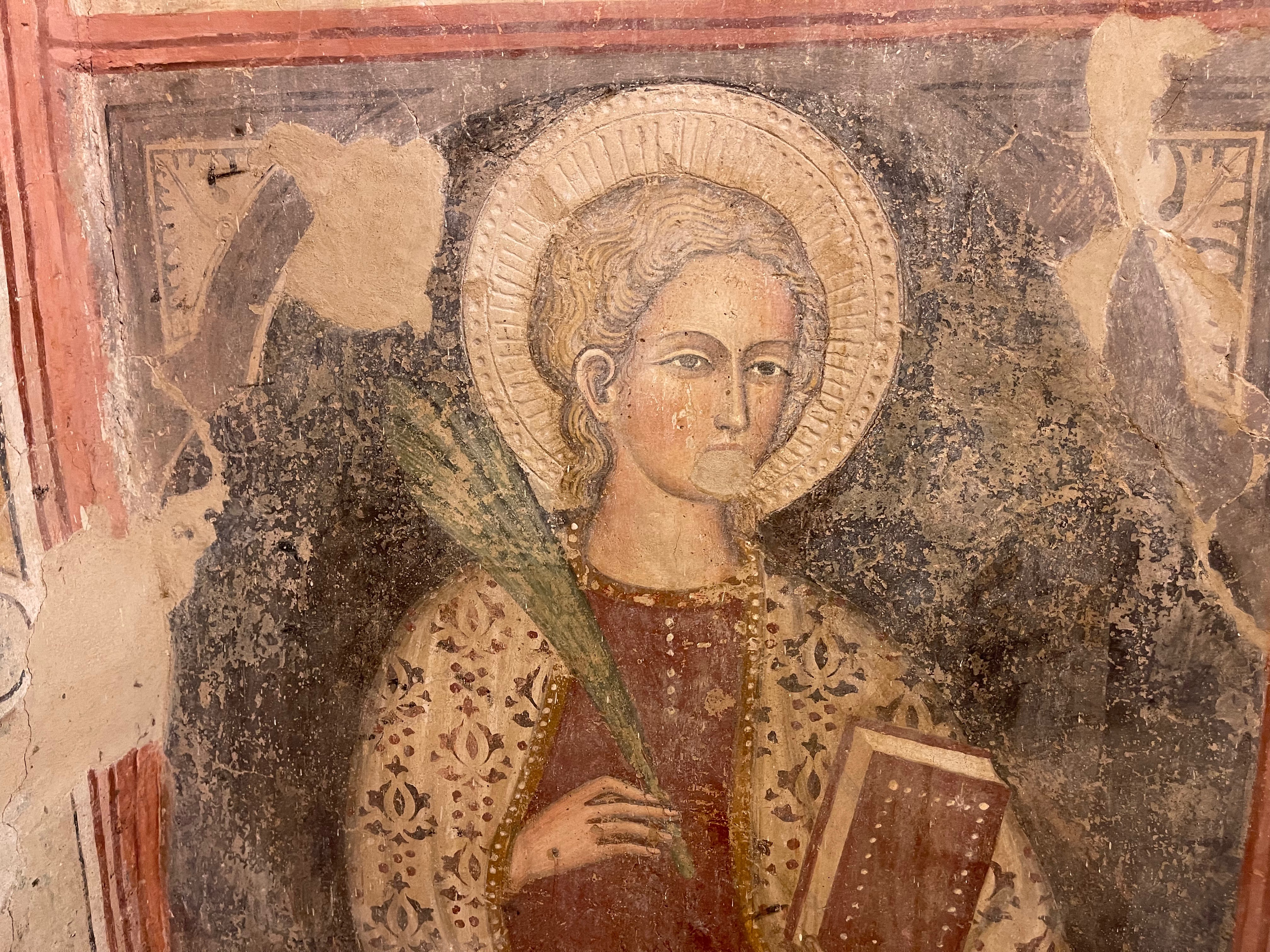
Hl. Katharina von Alexandrien, um 1436

Reste des Vorgängerbaus sind heute noch hinter dem Hauptaltar sichtbar. Rechts und links flankieren ihn zwei Türen, durch die man in die Sakristei gelangt. Sie war entstanden, als man die Kirche 1507 erweitert hatte, indem man vor dem alten Chor eine Mauer hochzog, wodurch man einen abgetrennten Raum gewann. In diesem Bereich blieben spätgotische Fresken aus dem Jahr 1436 erhalten. Dieses präzise Datum wurde bei der Freilegung des ursprünglichen Fußbodens entdeckt, die deutlich machte, dass das einstige Oratorium 1 m tiefer als das heutige Bodenniveau lag, was die Malereien bestätigen, da sie weit unterhalb der aktuellen Ebene ansetzen. Außerdem fallen sie bedeutend kleinteiliger aus als die späteren Ausmalungen im Kirchenschiff und nehmen nur 2⁄3 der heutigen Wandmaße ein, was zeigt, dass der Vorgängerbau offensichtlich auch um einiges niedriger war. 

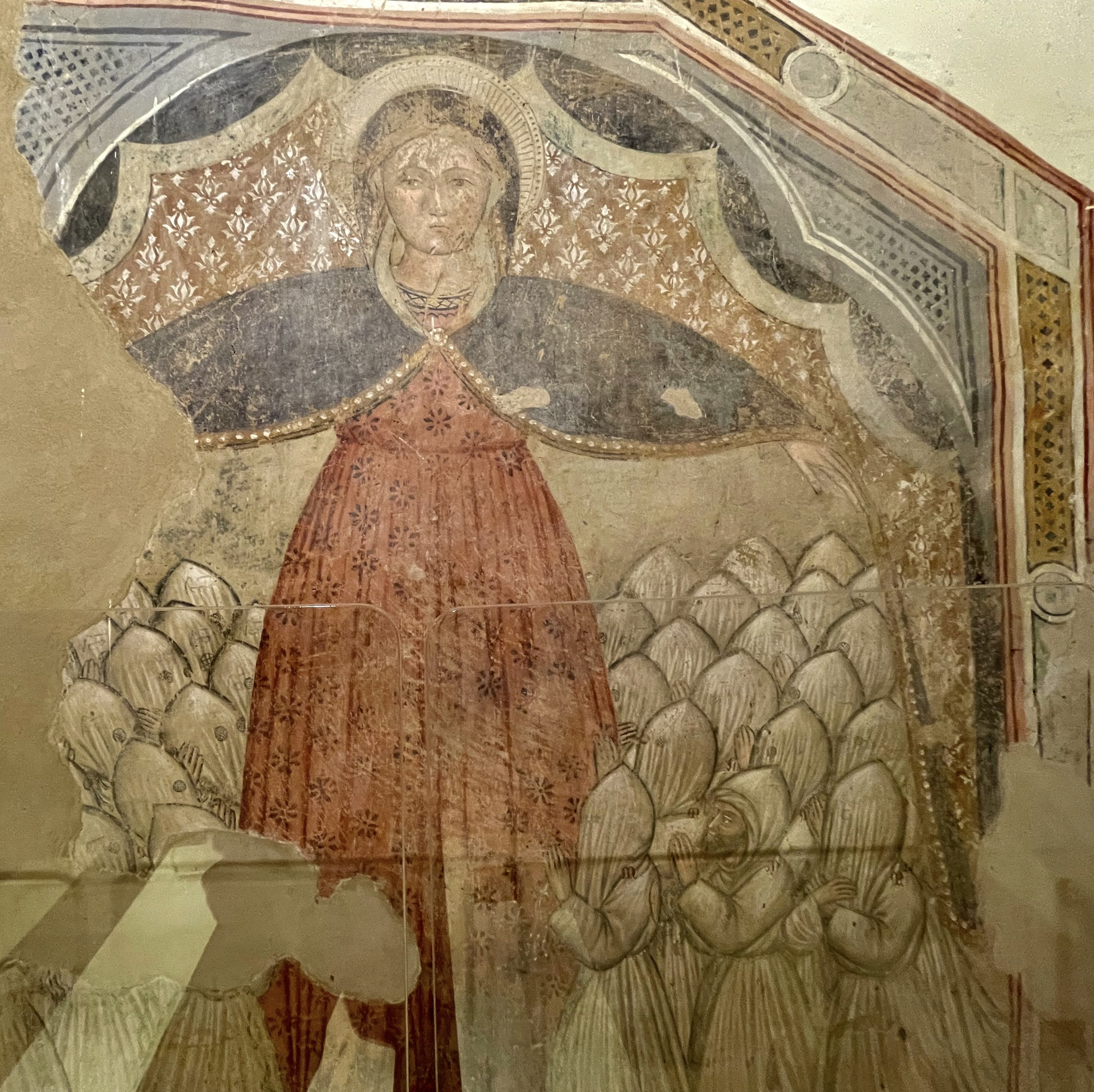
Schutzmantelmadonna mit Mitgliedern der Bruderschaft, um 1436

### Fresken

#### Kreuzigung
In der Mitte der Wand sind die Reste einer Kreuzigungsszene zu sehen. Sie wird, wie die gesamte Ausmalung des alten Oratoriums, lokalen Meistern zugeschrieben, die unter dem Einfluss von Künstlern aus Siena und Arezzo standen. Die Kreuzigungsszene reichte einst bis in den ehemaligen Giebelbereich hinein, wurde dann aber weitgehend zerstört, als man nach dem Neubau eine Nische für das sakrale Gerät einbaute.

#### Verkündigung
Auf dem Wandfeld links der Kreuzigung eine Verkündigung, die unten eine Betende aufweist, wobei es sich wahrscheinlich um die Stifterin handelt.

#### Schutzmantelmadonna
Gerne stellte sich die Bruderschaft behütet von der Schutzmantelmadonna dar. Deshalb ist sie sowohl auf dem rechten Wandfeld als auch noch ein zweites Mal in der Kirche vorzufinden. Es war ein seit dem 13. Jh. verbreitetes Motiv und wurde wahrscheinlich von einem der frühesten Mariengebete inspiriert: Sub tuum præsidium confugimus, Sancta Dei Genetrix. („Unter deinen Schutz und Schirm fliehen wir, o heilige Gottesgebärerin.“) Alle Schutzsuchenden tragen ein weißes Gewand, ihr Gesicht verdecken sie mit einer Kapuze, wie es im 13. Jh. bei Büßenden unter dem Einfluss der Inquisition aufkam. Nur einer von ihnen, vermutlich der Prior, lässt sein Gesicht frei.

#### Hl. Katharina von Alexandrien
Die rechte Wand zeigt Katharina von Alexandrien links in einem hellen Mantel. Man erkennt sie an ihren Attributen: Buch (Gelehrsamkeit), Palme (Märtyrerin) und das Rad (Marterwerkzeug). Auch auf diese Heilige trifft man häufig in Zusammenhang mit der Bruderschaft. Man darf in ihr daher die Schutzpatronin der weiblicher Mitglieder vermuten.

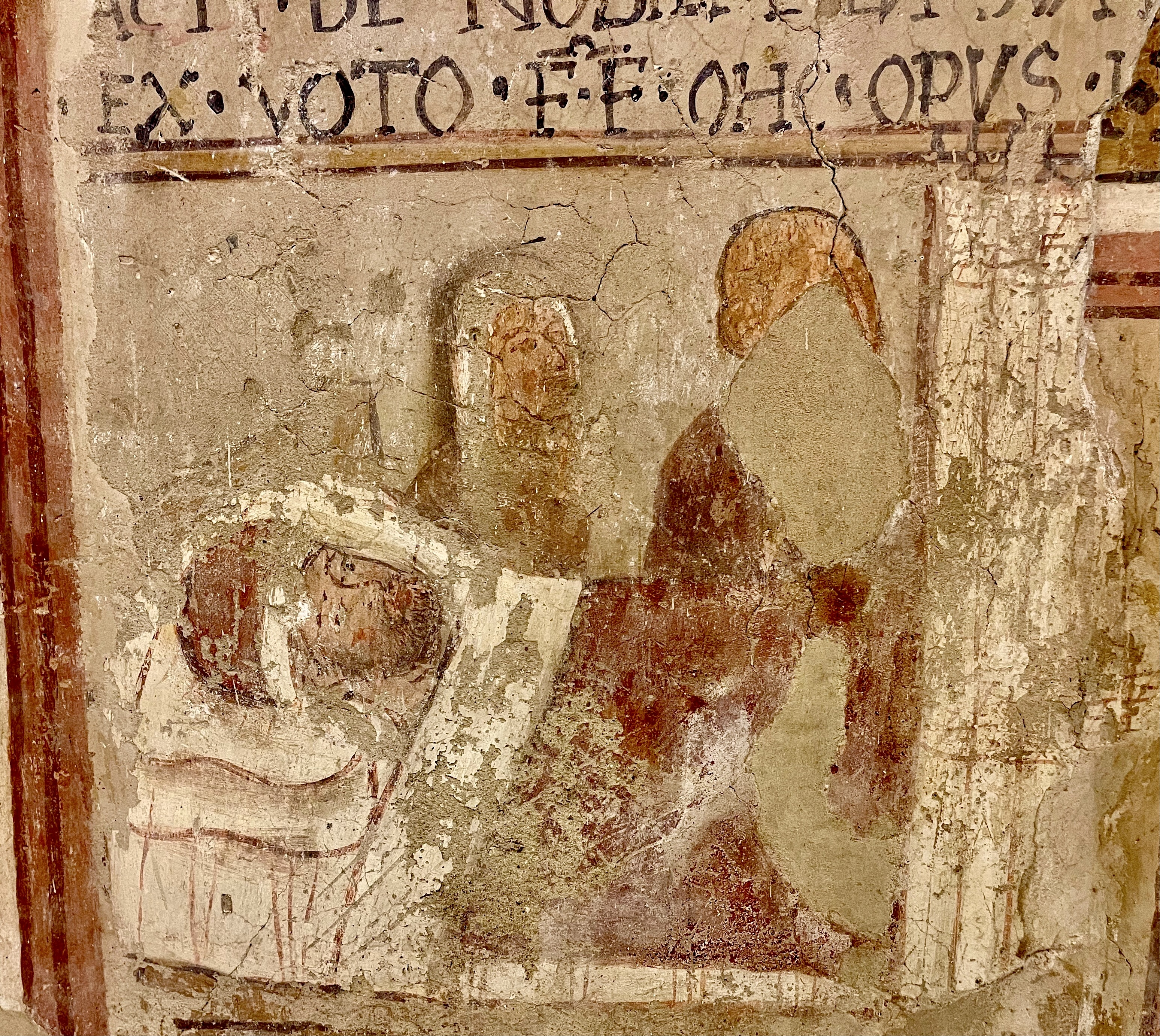
Bettlägeriger Kranke, Votivbild, 1. Viertel 15. Jh.

#### Bettlägeriger Kranker mit zwei ihm beistehenden Personen
Das etwas ältere Votivbildchen daneben stammt als einziges von einem früheren, volkstümlicheren Maler. Thema ist ein Bettlägeriger Kranker mit zwei ihm beistehenden Personen. Es entstand vermutlich als Dank oder Bitte für Genesung.

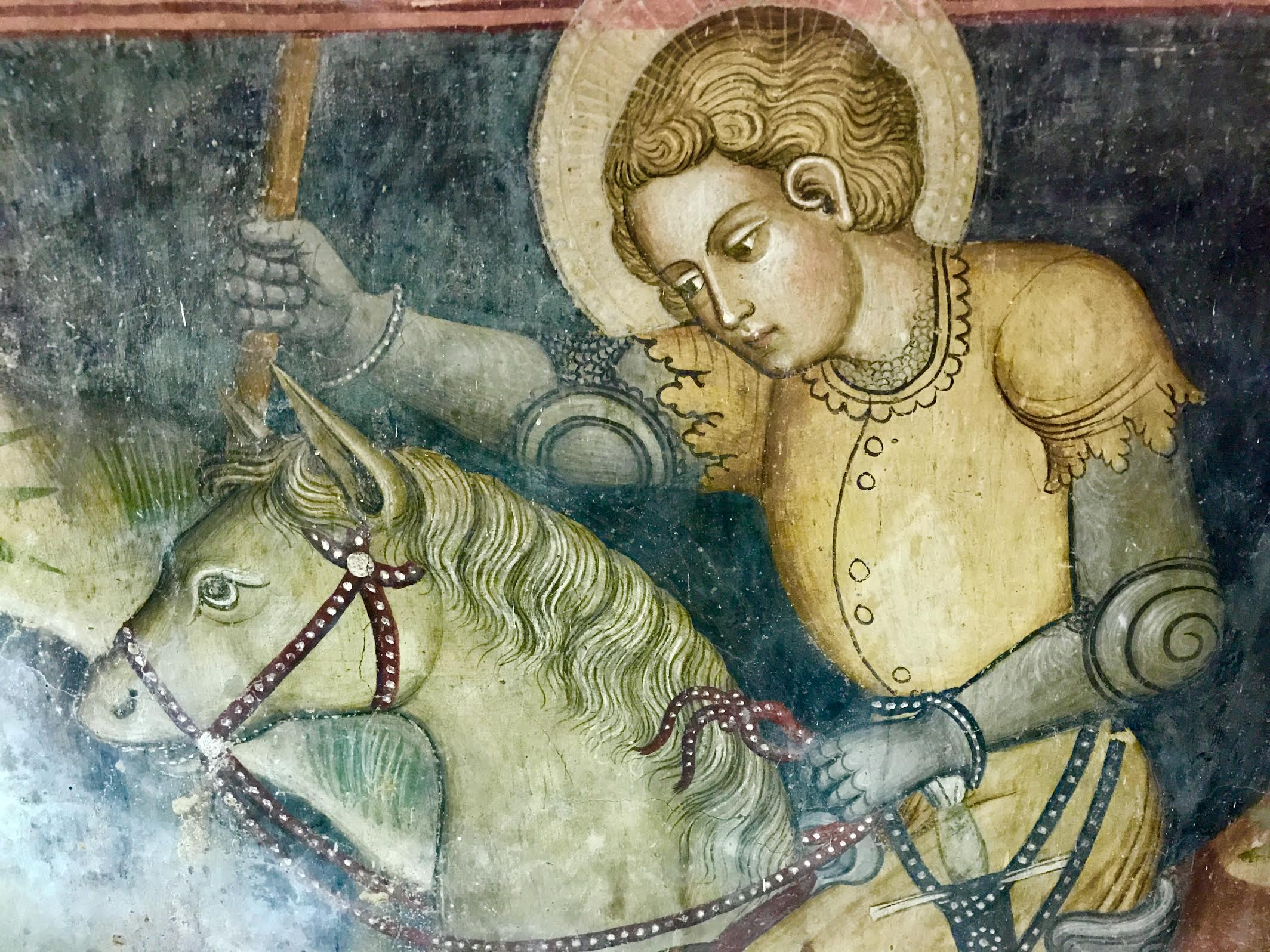
San Crescentino tötet den Drachen (Ausschnitt)

#### Der Hl. Crescentinus tötet den Drachen
Zuletzt steht der zweite Schutzpatron der Kirche: Crescentinus. Er gehörte wohl zu den frühesten Missionaren im oberen Tibertal. Laut Legende soll er in Morra einen bösen Drachen besiegt haben, der mit seinem giftigen Atem das Tal so verpestet habe, dass die Bauern daran starben. Daraus könnte man folgern, dass er, nachdem er das Christentum eingeführt hatte, von den Einheimischen bei den zahllosen Überschwemmungen durch den Tiber und den damit auftretenden Seuchen als Schutzpatron angerufen wurde. Die Reliquien des Crescentinus werden in Città di Castello und Urbino aufbewahrt.

## Kirchenschiff
Die Innenausmalung des Kirchenschiffs erfolgte unter der Ägide von Luca Signorelli. Nach dessen spektakulärer Ausmalung der Cappella Nuova im Dom von Orvieto zwischen 1499 und 1504 mit Szenen des Jüngsten Gerichts war er zu einem der renommiertesten Maler Italiens geworden. In Morra hatte er häufig Halt gemacht, wenn er von seinem Heimatort Cortona nach Orvieto unterwegs war. Man nimmt an, dass er erst ein Jahr nach Abschluss der Bauarbeiten, somit ab 1508–1510 im Oratorium tätig war. Die Fresken sind durch Feuchtigkeit und mehrfaches Übertünchen, (zuletzt im 2. Weltkrieg, als das Oratorium zeitweilig britisches Feldlazarett war), arg beschädigt.

### Chorwand

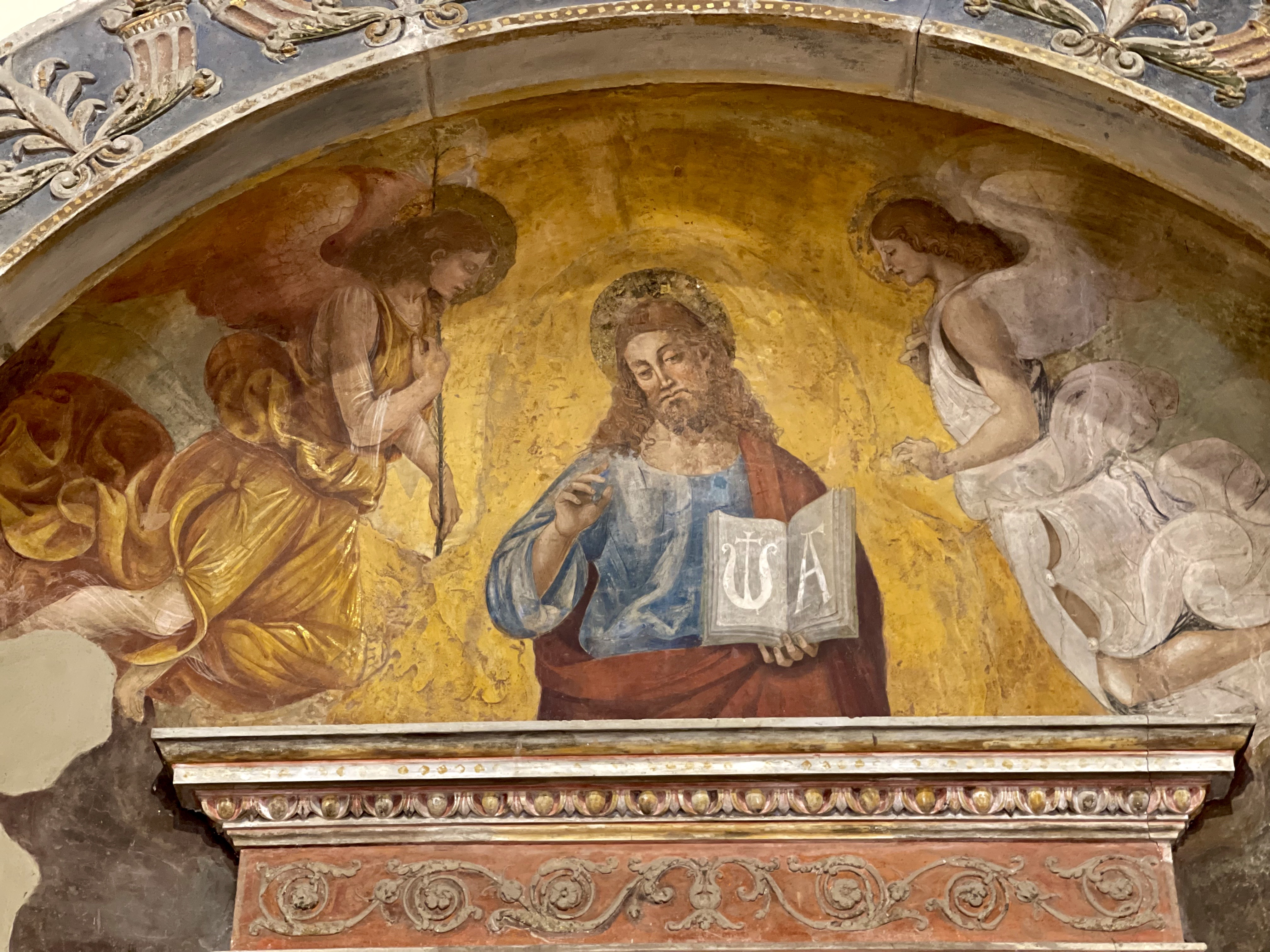
Christus mit zwei Engeln, Luca Signorelli, 1508–10

#### Christus mit zwei Engeln
Signorelli begann mit der den Hauptaltar rahmenden Nische. So werden die folgenden zwei Fresken ausschließlich seiner Hand zugeschrieben. Das erste in der Lünette zeigt Christus. Er hält seine Rechte segnend ausgestreckt und hält in der Linken ein aufgeklapptes Buch. Darauf sind groß die Zeichen Alpha und Omega zu erkennen, ein Hinweis auf die Offenbarung des Johannes (Kap. 22,13), wo sich Christus als „das Alpha und das Omega, der Erste und der Letzte, der Anfang und das Ende“ bezeichnet, Begriffe, die man in der Offenbarung auch auf Gott angewendet findet (Kap. 1,8 und 21,6). Seine Bedeutung als Weltenherrscher wurde jedoch im 4. Jh. auch auf den Sohn übertragen.
Die Tatsache, dass Christus mit Buch als Pantokrator ein seit der byzantinischen Kunst weit verbreiteter Topos ist sowie die Jugendlichkeit des Dargestellten sprechen daher gegen seine Deutung als Gottvater, wie er in den Publikationen noch bis vor kurzem bezeichnet wurde.
Ungewöhnlich ist zum einen, dass hier die Buchstaben in umgekehrter Chronologie dargestellt sind, zum anderen sich im Kreuz ein Omega befindet. Vermutlich wollte man damit explizit auf den Kreuzestod Christi verweisen und mit dem nachgestellten Alpha auf den darauf folgenden Neuanfang.
Neben Christus finden sich zwei Engel, deren linker eine weiße Lilie trägt, was ihn als Erzengel Gabriel erkennbar macht, der die Geburt Christi verkündete. Der rechte hielt vermutlich mal ein Passionswerkzeug in der Hand und stünde somit für Christi Kreuzestod. Beide Figuren erinnern in ihrer Ausführung an die Engel Signorellis im Dom von Orvieto und gelten aufgrund ihrer Dynamik und Leichtigkeit als Meisterstücke des Oratoriums.

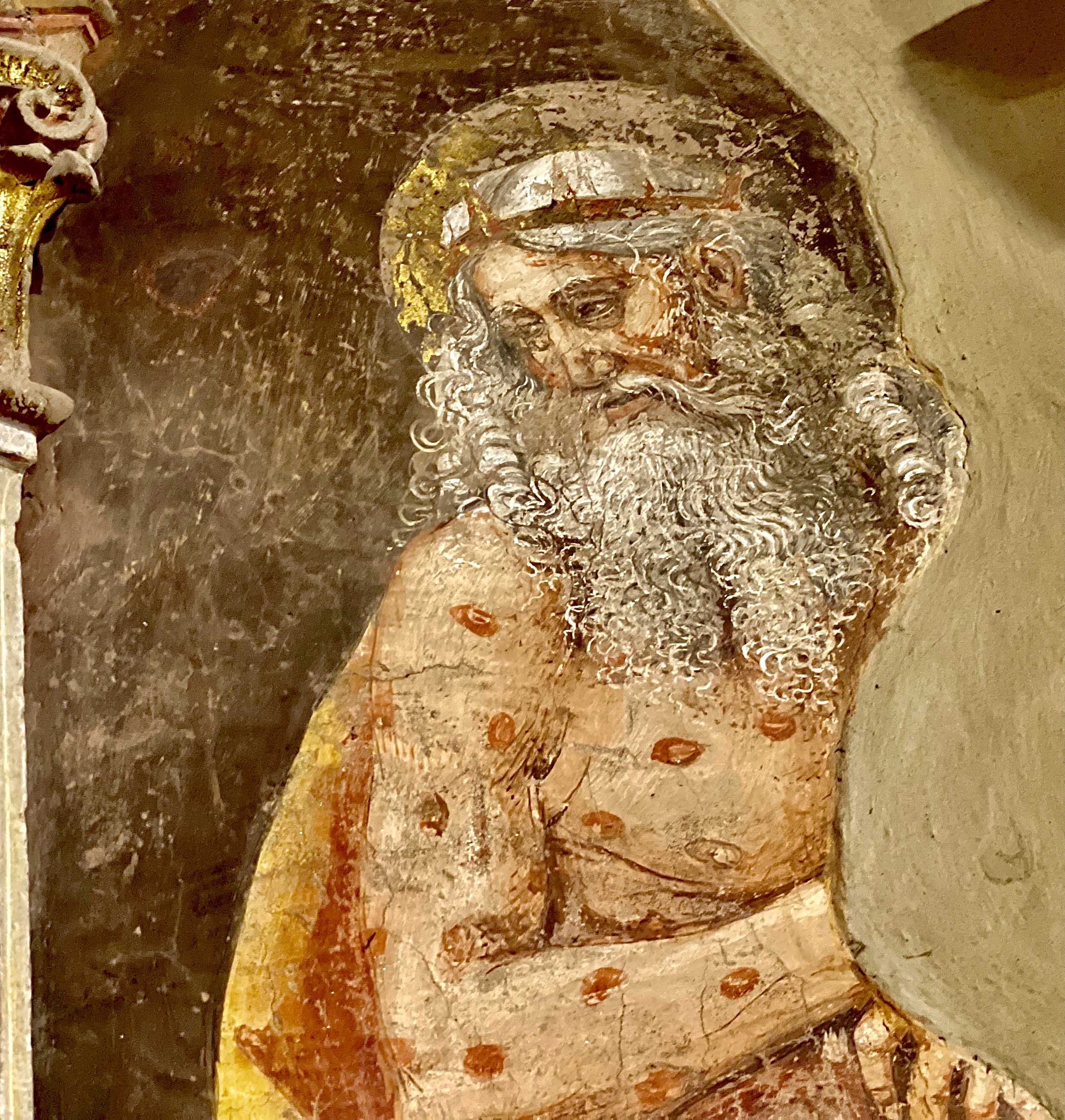
Unidentifizierter Heiliger, Luca Signorelli, 1508–10

Darunter links die hl. Maria Magdalena in prächtigem Gewand mit Salbentopf und rechts ein von Pusteln übersäter, bärtiger Greis mit (Märtyrer?)-Krone. Seine Deutung reicht vom Hl. Antonius über Hiob, Rochus bis hin zum armen Lazarus. Mit der Inschrift des Stifters ANTONIO DI LOREN / DAGNILO FECIT FIERI ist möglicherweise der damalige Prior der Bruderschaft Antonio di Loren d’Agnolo gemeint. Beide Figuren weisen beträchtliche Schäden auf.

### Nordwand

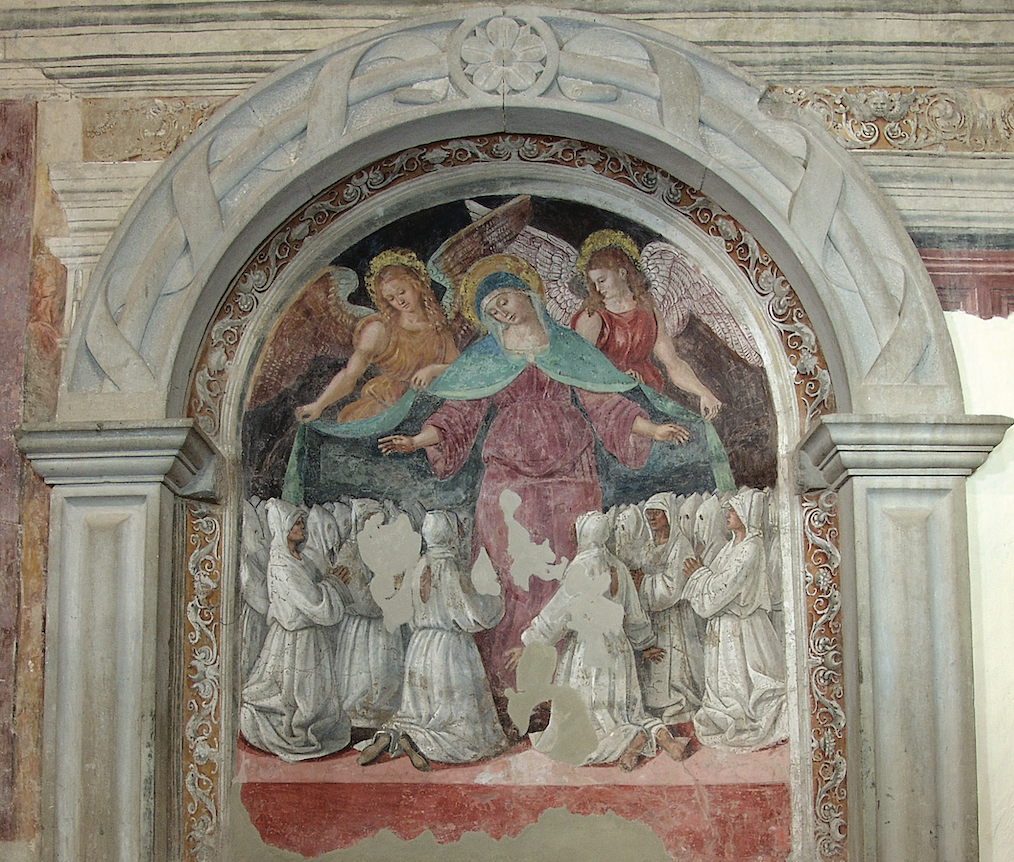
Schutzmantelmadonna mit Mitgliedern der Bruderschaft

#### Schutzmantelmadonna
An der Nordwand befindet sich eine weitere Nische mit einer aktuelleren Fassung der schon in der Sakristei abgebildeten Schutzmantelmadonna. Dieses Mal sind es zwei Engel, die Maria helfen, ihren Mantel schützend um die 28 Mitglieder der Bruderschaft zu ihren Füßen zu legen. Man erkennt sie wiederum an ihrer weißen Kutte. Eine schlitzförmige Öffnung auf dem Rücken weist sie hier als büßende Flagellanten aus. Sie knien auf einem roten Podest, die Männer verhüllt, die Frauen hingegen mit unverhülltem Gesicht.
Auffallend ist, dass Signorelli gerade im oberen Teil des Bildes viel wärmere Farben verwendet, als man es sonst von ihm kennt. Gleichzeitig sind auch die Bewegungsabläufe fließender angelegt. Mario Salmi führte dies zur Überlegung, ob diese Merkmale möglicherweise auf einen Einfluss des jungen Raffael hinweisen könnten. Dieser, ein großer Anhänger Signorellis, war während dessen Tätigkeit in Orvieto nach Città di Castello berufen worden, wo er für die Kirche San Francesco die Vermählung Mariäa malte.
Unterhalb des Freskos hat man wie auch auf der gegenüberliegenden Seite Reste eines Schmerzensmanns vermutlich aus der gleichen Zeit freigelegt.

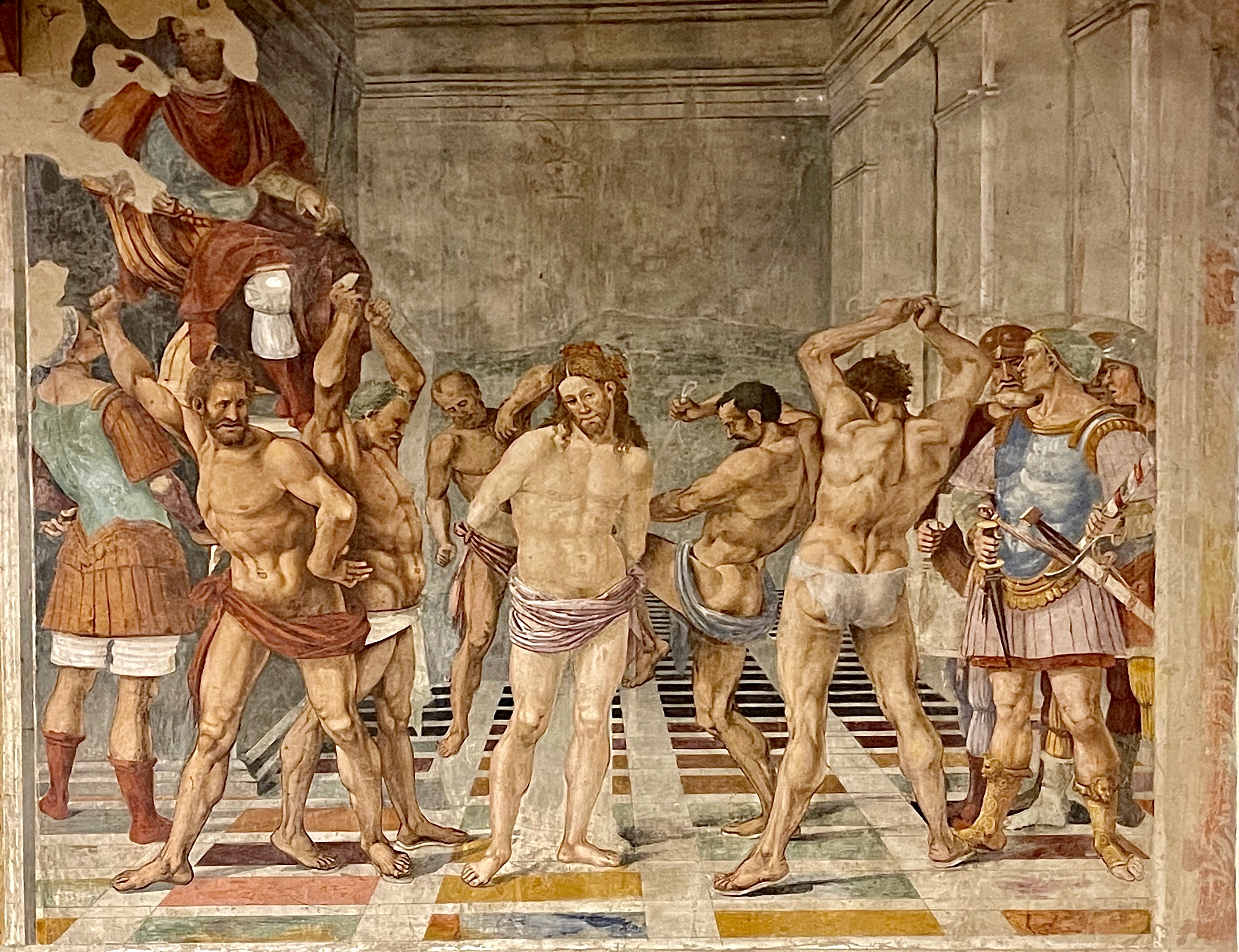
Geißelung Christi vor Pilatus

#### Geißelung
Diese Begebenheit aus der Passion Christi hatte für die Bruderschaft mit ihren Flagellanten, die darauf Bezug nahmen, eine besondere Bedeutung, weshalb die Darstellung vermutlich von mutwilligen Schäden weitgehend verschont geblieben ist.
Die Folterszene fand gemäß Joh. 19,13 in einem Raum mit buntem Steinfußboden statt. Die von ihm erwähnte Gabbata, ein mit Steinen oder Mosaikboden gepflasterter Platz, bot Signorelli eine gute Gelegenheit seine perspektivischen Kenntnisse umzusetzen. Er hatte sie sich während seiner Ausbildung bei Piero della Francesca angeeignet, mit dessen Geißelung sein Fresko auch große Übereinstimmungen bezüglich Komposition und perspektivischer Umsetzung der Steinquader erkennen lässt.
Signorelli hatte diese Szene schon mehrfach gemalt, doch anders als bei Piero della Francesca ist sie bei ihm von einer gewalttätigen Dynamik bestimmt. Mit dem männlichen Akt hatte er sich unter dem Einfluss von Verrocchio und Pollaiolo immer wieder intensiv beschäftigt, weshalb man annimmt, dass er hier seine Figuren erst nackt malte, bevor er sie erst nachträglich mit Draperien verhüllte. Das Bild zeigt, wie zwei Schergen im Begriff sind, Christus an der Geißelsäule festzubinden, so wie man es in den Evangelien (Joh. 19,1, Mark. 15,15 und Math. 27,26) erwähnt findet, während die übrigen Peiniger eben dazu ansetzen, mit der Geißelung zu beginnen. Stumm steht der Gottessohn da, ganz im Gegensatz zu den sich gegenseitig anfeuernden Folterknechten. Sein weißes Inkarnat hebt sich deutlich von deren dunkleren Hautfärbung ab. Alle Details erinnern an die Prophezeiung des Jesaja (53,7) und seinen Vergleich mit dem Opferlamm: „Als er gemartert ward, litt er doch willig und tat seinen Mund nicht auf wie ein Lamm, das zur Schlachtbank geführt wird (...)“ Im Hintergrund links sitzt Pontius Pilatus auf seinem Thron. Die Architektur entspricht der des Cinquecento und damit der Zeit, in der der Neubau errichtet worden war.
Uneinigkeit besteht über die Hintergründe der unverhältnismäßig kurzen Geißelsäule. Während sie nach Ansicht von Henry ebenso wie die Sandalen der Schächer in secco ausgeführt worden war und daher später verloren ging, wird anderswo erwogen, dass

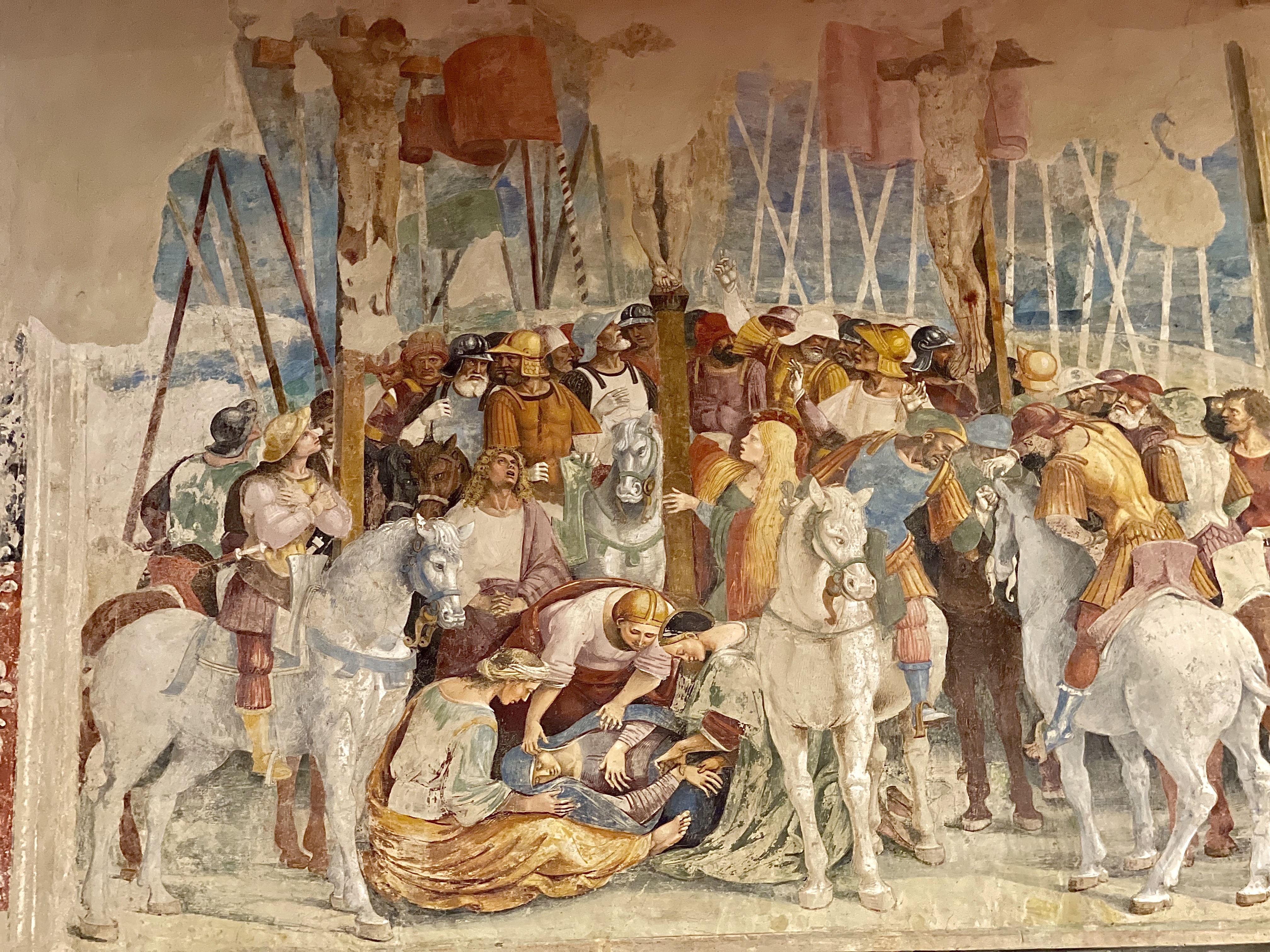
Kreuzigung Christi, Luca Signorelli, 1508–10

Signorelli die recht kurze, in Santa Prassede aufbewahrte Reliquie der Säule noch von seinem Romaufenthalt her gekannt haben könnte und sie hier nachempfunden habe.
Das Fußbodenmuster hatte Signorelli schon vor der Bemalung in den Putz eingeritzt.
In den oberen Wandfeldern außerdem noch Fragmente von dem durch das Fenster zerstörten Christus am Ölberg, einem Abendmahl, dem ungläubigen Thomas, und dem Einzug in Jerusalem. Sie wurden alle später von Gehilfen ausgeführt.

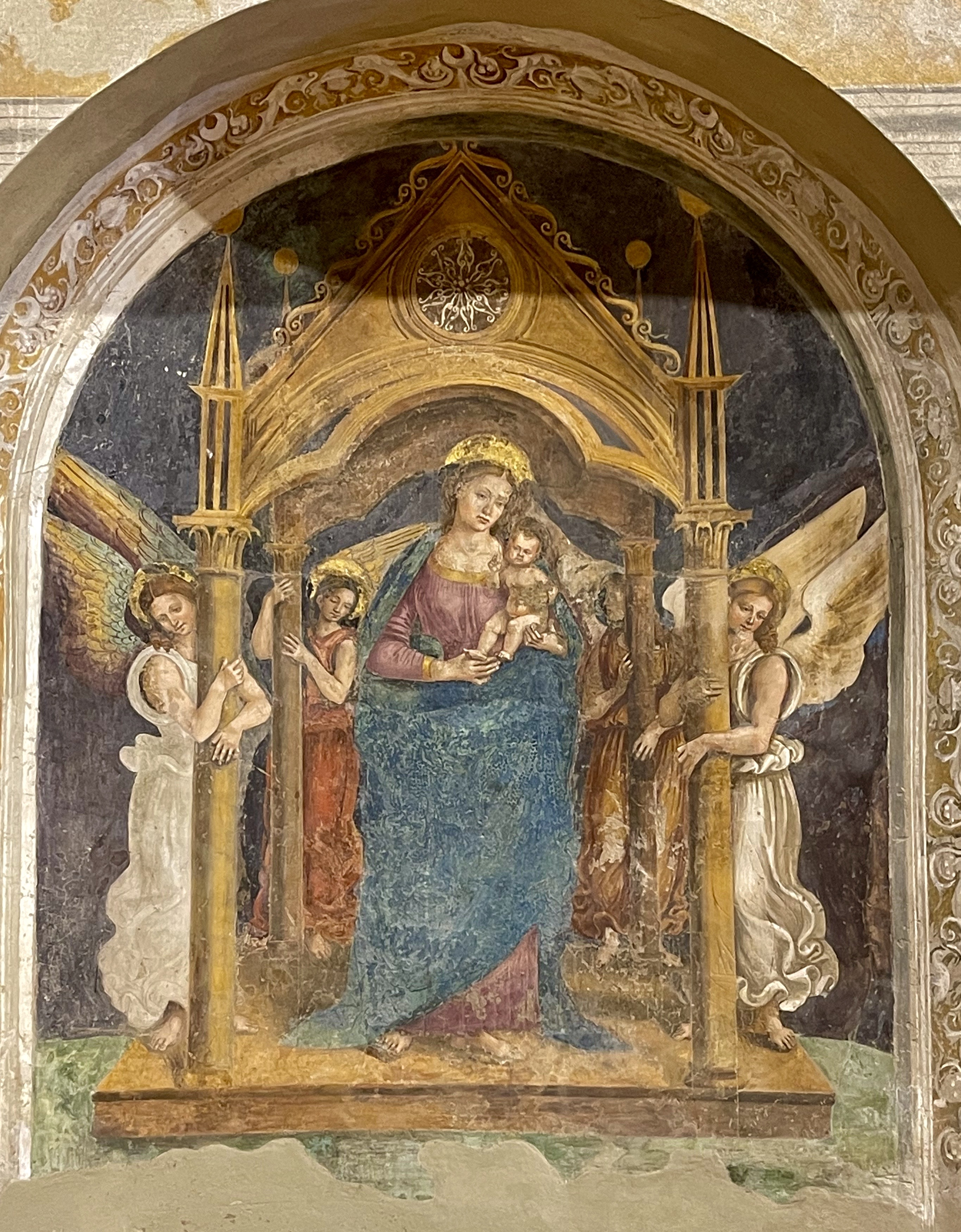
Madonna von Loreto, Luca Signorelli, 1508–10

### Südwand

#### Kreuzigung
Auch die Kreuzigung gegenüber der Geißelung war ein von Signorelli mehrmals ausgeführtes Motiv. Dennoch bezweifelt man in diesem Fall seine alleinige Autorschaft. Dicht gedrängt stehen fast 40 Personen unter den drei sehr beschädigten Kreuzen. Die Farbgebung, Rüstungen, Lanzen und Pferde der Dargestellten lassen wiederum einen Vergleich mit den Fresken von Piero della Francesca in San Francesco in Arezzo zu.
Im Vordergrund ist die zu Boden gesunkene Gottesmutter, umsorgt von den drei heiligen Frauen, von denen eine besorgt Mariens Puls fühlt. Dahinter die wehklagende Maria Magdalena am Kreuz, ihr gegenüber der von Trauer erfüllte Johannes der Evangelist. Rechts im Vordergrund würfeln drei Soldaten auf ihren Pferden um das Gewand Christi.
Die Nische daneben korrespondiert mit der gegenüberliegenden Schutzmantelmadonna.

#### Madonna von Loreto
Eine neuere Restaurierung ergab, dass dieses Bild, bisher fast ausschließlich Signorelli zugeschrieben, vermutlich von seinen Gehilfen gemalt worden war.
Die Madonna steht mit ihrem Kind in einem gotischen Ziborium. Dieses symbolisiert das Haus, in dem Maria aufgewachsen war und wo die Verkündigung stattgefunden hatte. (Der Legende zufolge soll es nach der Eroberung des Heiligen Landes durch die Muslim von Engeln nach Loreto gebracht worden sein.) Dargestellt ist, wie die vier Engel die Säulen des Baldachins umfassen, um ihn nach Loreto zu überführen.
Neuere Analysen der Fresken legten nahe, dass vermutlich auch die weiteren, stark beschädigten Szenen Kreuzabnahme, Abstieg Christi in die Unterwelt, Grablegung und Auferstehung und somit die ganze Südwand nicht dem Meister selbst, sondern seiner Werkstatt zuzuschreiben sind. Sie wären demnach unter Verwendung seiner Kartons und Zeichnungen entstanden, einige von diesen befinden sich im Louvre, andere im British Museum.